# Doktorzy honoris causa Politechniki Wrocławskiej

## 1961
- Dionizy Smoleński – prof. Politechniki Wrocławskiej i Politechniki Warszawskiej

## 1965
- Stanisław Kulczyński – prof. Uniwersytetu Wrocławskiego i Uniwersytetu Warszawskiego,
- Władysław Ślebodziński – prof. Politechniki Wrocławskiej

## 1969
- Horst Berthold – prof. Technicznego Uniwersytetu w Dreźnie

## 1970
- Błażej Roga – prof. Politechniki Wrocławskiej

## 1971
- Karol Szechy – prof. Uniwersytetu Technicznego w Budapeszcie
- Jean Nougaro – prof. Politechniki w Tuluzie

## 1974
- Zygmunt Szparkowski – prof. Politechniki Wrocławskiej

## 1975
- Stanisław Hückel – prof. Instytutu Budownictwa Wodnego PAN w Gdańsku
- Zenon Wiłun – prof. Politechniki Warszawskiej

## 1976
- Georgij Konstantynowicz Boreskow – prof. Instytutu Katalizy Syberyjskiego Oddziału Akademii Nauk ZSRR w Nowosybirsku
- Włodzimierz Trzebiatowski – prof. Politechniki Wrocławskiej, Instytutu Niskich Temperatur i Badań Strukturalnych PAN, Międzynarodowego Laboratorium Silnych Pól Magnetycznych i Niskich Temperatur
- Georgij Iwanowicz Denisenko – prof. Instytutu Politechnicznego w Kijowie
- Elbert Kirtley Fretwell – prof. Uniwersytetu Stanowego w Buffalo (USA)

## 1978
- Bogusława Jeżowska-Trzebiatowska – prof. Politechniki Wrocławskiej i Uniwersytetu Wrocławskiego
- Kazuo Nakamoto – prof. Uniwersytetu Marguetto (USA)
- Bengt Ranby – prof. Królewskiego Instytutu Technologicznego w Sztokholmie

## 1979
- Nikołaj Nikołajewicz Malinin – prof. Moskiewskiej Wyższej Szkoły Technicznej
- Jerzy Ignacy Skowroński – prof. Politechniki Wrocławskiej

## 1981
- Stanisław Lem – literat
- Andrzej Jellonek – prof. Politechniki Wrocławskiej

## 1985
- Igor Ignacy Kisiel – prof. Politechniki Wrocławskiej
- Anatolij Mikołajewicz Minkiewicz – prof. Moskiewskiego Instytutu Inżynierii Transportu
- Joachim Klaus Strzodka – prof. Akademii Górniczej we Freibergu

## 1988
- Giennadij Aleksiejewicz Jagodin – prof. Instytutu im. D. I. Mendelejewa w Moskwie

## 1991
- Jean Meinnel – prof. Uniwersytetu w Rennes (Francja)

## 1992
- Zdzisław Pręgowski – architekt w Biurze Architektonicznym w Winerthur (Szwajcaria)
- Guenter Pritschow – prof. Uniwersytetu w Stuttgarcie

## 1994
- Jan Trojak – prof. Politechniki Wrocławskiej
- Frans Louis H. M. Stumpers – prof. Katolickiego Uniwersytetu w Nijmegen (Holandia)

## 1995
- Kazimierz Urbanik – prof. dr Uniwersytetu Wrocławskiego

## 1997
- Karel Dusek – prof. dr Instytutu Chemii Makromolekularnej Czeskiej Akademii Nauk w Pradze

## 1998
- Ilya Prigogine – prof. dr Międzynarodowych Instytutów Solvaya w Brukseli
- Moisey I. Kaganov – prof. dr Instytutu Problemów Fizyki AN w Moskwie
- Volodymir V. Panasyuk – prof. dr Fizyczno-Mechanicznego Instytutu im. G. W. Karpenki we Lwowie (Ukraina)

## 1999
- Eugeniusz Dembicki – prof. dr Politechniki Gdańskiej (były Rektor tej uczelni)
- Jurij Rudawski – prof. dr Rektor Politechniki Lwowskiej

## 2000
- Jan Kmita – prof. dr Politechniki Wrocławskiej (były Rektor tej uczelni)
- Henryk Hawrylak – prof. dr Politechniki Wrocławskiej

## 2001
- Andrzej Wiszniewski – prof. dr Politechniki Wrocławskiej, Rektor PWr w latach 1990–1996, Minister Nauki i Przewodniczący Komitetu Badań Naukowych w latach 1997–2001
- Kurt Feser – profesor zwyczajny Wydziału Elektrycznego Uniwersytetu w Stuttgarcie

## 2002
- Ryszard Tadeusiewicz – lider badań w dziedzinie sztucznej inteligencji, sieci neuronowych, procesów uczenia i ich zastosowań w medycynie i biologii
- Andrzej Burghardt – prof. Politechniki Śląskiej, członek rzeczywisty PAN

## 2003
- Philippe Busquin – członek Komisji Europejskiej do spraw nauki
- Henryk Gulbinowicz – zasłużony dla rozwoju Papieskiego Fakultetu Teologicznego oraz Kościoła w Polsce

## 2005
- Achim Mehlhorn – rektor Uniwersytetu Technicznego w Dreźnie

## 2006
- Alan R.Katritzky – profesor w Stanowym Uniwersytecie w Gainsville na Florydzie

## 2007
- Philippe Lebrun – dyrektor Departamentu Accelerator Technology CERN (Szwajcaria)

## 2008
- Daniel Józef Bem – profesor Politechniki Wrocławskiej, członek Prezydium PAN, były dziekan Wydziału Elektroniki, były przewodniczący NASK, specjalista w dziedzinie telekomunikacji
- Angela Merkel – kanclerz Niemiec, chemik kwantowy

## 2009
- Joseph Klafter – rektor Uniwersytet Telawiwski

## 2010
- Jerzy Buzek – profesor nauk technicznych, Przewodniczący Parlamentu Europejskiego
- Hamadoun Touré – sekretarz Międzynarodowego Związku Telekomunikacyjnego

## 2011
- José Manuel Barroso – szef Komisji Europejskiej

## 2015
- Krzysztof Jan Kurzydłowski – profesor Politechniki Warszawskiej, specjalista w dziedzinie inżynierii materiałowej, dyrektor Narodowego Centrum Badań i Rozwoju
- Reimund Neugebauer - prezydent niemieckiego Stowarzyszenia Instytutów Naukowo-Badawczych Fraunhofer Gesellschaft